# Šarag
Šarag (Diplodus sargus sargus), pripada obitelji ljuskavki (Sparidae). U Hrvatskoj je poznato i dvadesetak drugih imena kojima ga nazivaju na različitim dijelovima Jadrana. Češći nazivi su: sarag, sarak, serag, serah, šarak i dr.
Jajolikog je oblika, spljoštenog tijela. Ima jaku čeljust s odebljanim usnicama. Jako je sličan picu. I šarag i pic imaju sličan oblik tijela i oba imaju više uspravih crnkastih pruga po tijelu pa ih se dosta teško razlikuje. Dosta ih je lakše razlikovati po obliku glave i čeljusti. Šarag ima pravilno formiranu glavu dok pic ima izduženu čeljust s vidljivo isturenim zubima. Razlikuju se i po boji. Šarag je smeđastotamnosive boje koja na donjoj strani tijela prelazi u bijelo do sivosrebrnkastu boju s ponešto zlatastim primjesama. Po tijelu zna imati tanke vodoravne smeđaste pruge. Naraste do 47 cm u duljinu i može postići težinu od 2,5 kg.
Hrani se pridnenom hranom životinjskog porijekla, preferira račiće, puževe, školjkaše koje drobi svojim jakim čeljustima. Poput komarče može zdrobiti i pojesti morskog ježa. Nalazimo ga posvuda uz jadransku obalu. Uglavnom se drži kamenitog dna i stjenovite obale gdje se skriva u procijepima i rupama. Zalazi do 100 metara u dubinu. Odrasli primjerci se drže dubljeg dna dok mlađi borave i u plićem priobalnom dnu. Nedorasli primjerci se okupljaju u veća jata dok se veći, odrasli šarazi kreću u manjim skupinama ili pojedinačno. Mrijesti se u proljeće.
Šarag je riba Mediterana i Atlantika. U Jadranskom moru nije naročito brojan, no unatoč malobrojnosti, raširen je svugdje po Jadranu.

## Vanjske poveznice
- [neaktivna poveznica] (pristupljeno 6. veljače 2014.)

|  | Zajednički poslužitelj ima stranicu o temi Šarag    |
|  | Zajednički poslužitelj ima još gradiva o temi Šarag |
|  | Wikivrste imaju podatke o taksonu Šarag             |